# Levanger Fotballklubb 2017
Questa voce raccoglie le informazioni riguardanti il Levanger Fotballklubb nelle competizioni ufficiali della stagione 2017.

## Stagione
A seguito dell'8º posto finale della precedente stagione, il Levanger avrebbe affrontato il campionato di 1. divisjon 2017, oltre al Norgesmesterskapet. Il 20 dicembre è stato compilato il calendario del nuovo campionato, che alla 1ª giornata avrebbe visto la squadra andare a far visita l'Ullensaker/Kisa, nel weekend dell'1-2 aprile 2016. Erik Tønne è stato scelto come capitano, in vista della nuova stagione.
Il 7 aprile è stato sorteggiato il primo turno del Norgesmesterskapet 2017: il Levanger avrebbe fatto visita allo Steinkjer. Superato questo ostacolo, il Levanger ha battuto anche il Mosjøen, prima di essere sconfitto dal Rosenborg al terzo turno.
Il Levanger ha chiuso il campionato al 7º posto finale.

## Maglie e sponsor
Lo sponsor tecnico per la stagione 2017 è stato Macron, mentre lo sponsor ufficiale è stato NTE. La divisa casalinga era composta da una maglia bianca con rifiniture rosse, con pantaloncini e calzettoni rossi. Quella da trasferta era totalmente di colore nero, con due righe orizzontali bianche e rosse sulla parte superiore della maglia.
| Casa | Trasferta |

## Rosa
| N. |                     | Ruolo | Calciatore        |
| -- | ------------------- | ----- | ----------------- |
| 1  | Norvegia (bandiera) | P     | Ola Rygg          |
| 3  | Norvegia (bandiera) | D     | Tom Erik Nordberg |
| 4  | Svezia (bandiera)   | D     | Andreas Wrele     |
| 5  | Norvegia (bandiera) | D     | Pål Aamodt        |
| 6  | Svezia (bandiera)   | C     | Joakim Wrele      |
| 7  | Norvegia (bandiera) | C     | Ola Ormset Husby  |
| 8  | Norvegia (bandiera) | C     | Vegard Voll       |
| 9  | Norvegia (bandiera) | C     | Kim Robert Nyborg |
| 10 | Norvegia (bandiera) | A     | Jo Sondre Aas     |
| 11 | Norvegia (bandiera) | A     | Joachim Osvold    |
| 11 | Nigeria (bandiera)  | A     | Aniekpeno Udoh    |
| 12 | Norvegia (bandiera) | P     | Julian Faye Lund  |
| 13 | Norvegia (bandiera) | A     | Robert Stene      |

| N. |                        | Ruolo | Calciatore            |
| -- | ---------------------- | ----- | --------------------- |
| 15 | Norvegia (bandiera)    | D     | Erik Tønne (capitano) |
| 17 | Svezia (bandiera)      | C     | Marcus Astvald        |
| 18 | Norvegia (bandiera)    | D     | Per Verner Rønning    |
| 19 | Norvegia (bandiera)    | D     | Espen Hammer Berger   |
| 22 | Norvegia (bandiera)    | C     | Horenus Tadesse       |
| 23 | Spagna (bandiera)      | C     | Adrià Mateo López     |
| 24 | Norvegia (bandiera)    | C     | Andreas Lykke Strand  |
| 25 | Norvegia (bandiera)    | C     | Bent Sørmo            |
| 26 | Norvegia (bandiera)    | A     | Heiki Konradsen       |
| 27 | Norvegia (bandiera)    | C     | Andreas Gundersen     |
| 28 | Norvegia (bandiera)    | D     | Jonathan Lein Valberg |
| 29 | Norvegia (bandiera)    | P     | Emil Ødegaard         |
| 33 | Inghilterra (bandiera) | P     | Lloyd Saxton          |

## Calciomercato

### Sessione invernale(dal 01/01 al 31/03)
| Arrivi | Arrivi            | Arrivi        | Arrivi     |
| R.     | Nome              | da            | Modalità   |
| ------ | ----------------- | ------------- | ---------- |
| P      | Julian Faye Lund  | Rosenborg     | prestito   |
| P      | Lloyd Saxton      | GIF Sundsvall | prestito   |
| D      | Pål Aamodt        |               | svincolato |
| D      | Erik Tønne        |               | svincolato |
| D      | Andreas Wrele     |               | svincolato |
| C      | Kim Robert Nyborg |               | svincolato |
| C      | Ola Ormset Husby  | Molde         | prestito   |
| C      | Horenus Tadesse   | Verdal        | definitivo |
| C      | Joakim Wrele      | Hødd          | definitivo |
| A      | Robert Stene      |               | svincolato |
| A      | Aniekpeno Udoh    | Viking        | prestito   |

| Partenze | Partenze              | Partenze        | Partenze   |
| R.       | Nome                  | a               | Modalità   |
| -------- | --------------------- | --------------- | ---------- |
| P        | Henrik Mathias Bakke  |                 | svincolato |
| D        | Lars Emil Johannessen |                 | svincolato |
| D        | Rikard Nilsson        |                 | svincolato |
| D        | Erik Skeie            |                 | svincolato |
| C        | Ørjan Hopen           |                 | svincolato |
| C        | Andreas Petersson     |                 | svincolato |
| C        | Mtaka Simba           |                 | svincolato |
| C        | Daniel Stensland      |                 | svincolato |
| A        | Bendik Bye            | Sogndal         | definitivo |
| A        | Benjamin Stokke       | Kristiansund BK | definitivo |

### Tra le due sessioni
| Arrivi | Arrivi | Arrivi | Arrivi   |
| R.     | Nome   | da     | Modalità |
| ------ | ------ | ------ | -------- |

| Partenze | Partenze     | Partenze      | Partenze      |
| R.       | Nome         | a             | Modalità      |
| -------- | ------------ | ------------- | ------------- |
| P        | Lloyd Saxton | GIF Sundsvall | fine prestito |

### Sessione estiva(dal 20/07 al 16/08)
| Arrivi | Arrivi         | Arrivi     | Arrivi     |
| R.     | Nome           | da         | Modalità   |
| ------ | -------------- | ---------- | ---------- |
| P      | Emil Ødegaard  | Lillestrøm | prestito   |
| A      | Joachim Osvold |            | svincolato |

| Partenze | Partenze         | Partenze | Partenze      |
| R.       | Nome             | a        | Modalità      |
| -------- | ---------------- | -------- | ------------- |
| C        | Ola Ormset Husby | Molde    | fine prestito |
| A        | Aniekpeno Udoh   | Viking   | fine prestito |

## Risultati

### 1. divisjon

#### Girone di andata
| Arbitro: | Amland (Bergen) |

|                        |           |                        |
| Aalbu 53’ Sandberg 83’ | Marcatori | 22’ Stene 90’ Nordberg |

| Arbitro: | Tennøy (Bergen) |

|  |           |            |
|  | Marcatori | 38’ Sellin |

| Florø 17 aprile 2017, ore 18:00 3ª giornata | Florø         | 0 – 0 referto | Levanger | Florø Stadion (1.510 spett.)\| Arbitro: \| Hansen (Oslo) \| |
| Arbitro:                                    | Hansen (Oslo) |               |          |                                                             |

| Arbitro: | Haugen (Rælingen) |

|             |           |                       |
| Astvald 29’ | Marcatori | 35’ (rig.) Pellegrino |

| Arbitro: | Hansen Grøtta |

|                          |           |                        |
| Andersen 48’ Collett 76’ | Marcatori | 63’ Astvald 79’ Nyborg |

| Arbitro: | Hauge (Bergen) |

|  |           |             |
|  | Marcatori | 40’ Sildnes |

| Arbitro: | Amland (Bergen) |

|  |           |                              |
|  | Marcatori | 25’ Udoh 31’ Tønne 90’ Stene |

| Arbitro: | Borgersen (Oslo) |

|            |           |                  |
| Nyborg 24’ | Marcatori | 83’ (rig.) Sørmo |

| Arbitro: | Jonsson Trædal (Oslo) |

|                        |           |             |
| Stene 36’, 62’ Aas 38’ | Marcatori | 90’ N'Diaye |

| Arbitro: | Moen (Oslo) |

|  |           |                        |
|  | Marcatori | 15’ López 84’ Nordberg |

| Arbitro: | Haugen (Rælingen) |

|                                |           |  |
| Stene 28’ Nordberg 38’ Aas 59’ | Marcatori |  |

| Kongsvinger 10 giugno 2017, ore 13:30 12ª giornata | Kongsvinger | 0 – 1 referto | Levanger | Gjemselund Stadion |
| \| \| \| \| \| \| Marcatori \| 81’ Rønning \|      |             |               |          |                    |
|                                                    |             |               |          |                    |
|                                                    | Marcatori   | 81’ Rønning   |          |                    |

| Levanger 18 giugno 2017, ore 18:00 13ª giornata | Levanger                | 0 – 0 referto | Start | Moan Kunstgress (1.030 spett.)\| Arbitro: \| Smehus Kringstad (Oslo) \| |
| Arbitro:                                        | Smehus Kringstad (Oslo) |               |       |                                                                         |

| Arbitro: | Tennøy (Bergen) |

|                                         |           |         |
| V. Lysvoll 26’ Hammer Berger 70’ (aut.) | Marcatori | 69’ Aas |

| Arbitro: | Hauge (Bergen) |

|            |           |             |
| Tadesse 5’ | Marcatori | 40’ Saltnes |

#### Girone di ritorno
| Arbitro: | Moen (Oslo) |

|                           |           |                  |
| Hagos 9’ Wollen Steen 12’ | Marcatori | 55’ (rig.) Stene |

| Arbitro: | Smehus Kringstad |

|  |           |                  |
|  | Marcatori | 60’ (aut.) Tønne |

| Arbitro: | Hauge (Bergen) |

|  |           |                  |
|  | Marcatori | 89’ (rig.) Stene |

| Fredrikstad 13 agosto 2017, ore 18:00 19ª giornata | Fredrikstad | 0 – 0 referto | Levanger | Fredrikstad Stadion\| Arbitro: \| Aslam \| |
| Arbitro:                                           | Aslam       |               |          |                                            |

| Arbitro: | Haugen (Rælingen) |

|                  |           |             |
| Stene 52’ (rig.) | Marcatori | 15’ N'Diaye |

| Arbitro: | Følstad Skarsem (Trondheim) |

|                                                    |           |                  |
| Riksvold 7’, 26’ Rismark 21’ Lillebo 63’, 75’, 90’ | Marcatori | 74’ (rig.) Tønne |

| Arbitro: | Hansen Grøtta |

|                                 |           |                             |
| Tønne 53’ (rig.) Stene 89’, 90’ | Marcatori | 12’ Lövgren 38’ Christensen |

| Arbitro: | Aslam |

|                      |           |                               |
| Nisja 51’ Sellin 63’ | Marcatori | 19’ Osvold 59’ (aut.) Nielsen |

| Arbitro: | Rafiq (Oslo) |

|                    |           |            |
| Nyborg 45’ Aas 75’ | Marcatori | 49’ Castro |

| Arbitro: | Hauge (Bergen) |

|                  |           |           |
| Lie Skålevik 56’ | Marcatori | 62’ Stene |

| Arbitro: | Moen (Oslo) |

|  |           |                                      |
|  | Marcatori | 23’, 70’ V. Lysvoll 90’ Dahl Abelsen |

| Arbitro: | Hansen Grøtta |

|                     |           |                     |
| Bjørnbak 75’ (rig.) | Marcatori | 30’, 47’, 57’ Stene |

| Arbitro: | Tennøy (Bergen) |

|             |           |                   |
| Tadesse 41’ | Marcatori | 26’ Solheim-Olsen |

| Arbitro: | Amland (Bergen) |

|                                     |           |            |
| Bojang 1’ Jansen 53’ Pellegrino 76’ | Marcatori | 61’ Osvold |

| Arbitro: | Hauge (Bergen) |

|                           |           |  |
| Lykke Strand 9’ Stene 70’ | Marcatori |  |

### Norgesmesterskapet
| Steinkjer 26 aprile 2017, ore 18:00 Primo turno                                   | Steinkjer | 1 – 3 referto                     | Levanger | Guldbergaunet Stadion |
| \| \| \| \| \| Sivertsen 44’ \| Marcatori \| 17’ Udoh 40’ Lykke Strand 71’ Aas \| |           |                                   |          |                       |
|                                                                                   |           |                                   |          |                       |
| Sivertsen 44’                                                                     | Marcatori | 17’ Udoh 40’ Lykke Strand 71’ Aas |          |                       |

| Mosjøen 24 maggio 2017, ore 18:00 Secondo turno                                    | Mosjøen   | 0 – 5 referto                                    | Levanger | Kippermoen Gress (380 spett.) |
| \| \| \| \| \| \| Marcatori \| 13’ Aas 35’, 70’ Lykke Strand 56’ Udoh 90’ López \| |           |                                                  |          |                               |
|                                                                                    |           |                                                  |          |                               |
|                                                                                    | Marcatori | 13’ Aas 35’, 70’ Lykke Strand 56’ Udoh 90’ López |          |                               |

| Arbitro: | Smehus Kringstad |

|                       |           |                                               |
| Tadesse 66’ Stene 89’ | Marcatori | 36’ (rig.) Helland 42’, 67’, 70’ Vilhjálmsson |

## Statistiche

### Statistiche di squadra
| Competizione       | Punti | In casa | In casa | In casa | In casa | In casa | In casa | In trasferta | In trasferta | In trasferta | In trasferta | In trasferta | In trasferta | Totale | Totale | Totale | Totale | Totale | Totale | DR |
| Competizione       | Punti | G       | V       | N       | P       | Gf      | Gs      | G            | V            | N            | P            | Gf           | Gs           | G      | V      | N      | P      | Gf     | Gs     | DR |
| ------------------ | ----- | ------- | ------- | ------- | ------- | ------- | ------- | ------------ | ------------ | ------------ | ------------ | ------------ | ------------ | ------ | ------ | ------ | ------ | ------ | ------ | -- |
| 1. divisjon        | 42    | 15      | 5       | 6       | 4       | 18      | 15      | 15           | 5            | 6            | 4            | 21           | 21           | 30     | 10     | 12     | 8      | 39     | 36     | +3 |
| Norgesmesterskapet | -     | 1       | 0       | 0       | 1       | 2       | 4       | 2            | 2            | 0            | 0            | 8            | 1            | 3      | 2      | 0      | 1      | 10     | 5      | +5 |
| Totale             | -     | 16      | 5       | 6       | 5       | 20      | 19      | 17           | 7            | 6            | 4            | 29           | 22           | 33     | 12     | 12     | 9      | 49     | 41     | +8 |

### Andamento in campionato
| Giornata  | 1 | 2  | 3  | 4  | 5 | 6  | 7 | 8  | 9 | 10 | 11 | 12 | 13 | 14 | 15 | 16 | 17 | 18 | 19 | 20 | 21 | 22 | 23 | 24 | 25 | 26 | 27 | 28 | 29 | 30 |
| --------- | - | -- | -- | -- | - | -- | - | -- | - | -- | -- | -- | -- | -- | -- | -- | -- | -- | -- | -- | -- | -- | -- | -- | -- | -- | -- | -- | -- | -- |
| Luogo     | T | C  | T  | C  | T | C  | T | C  | C | T  | C  | T  | C  | T  | C  | T  | C  | T  | T  | C  | T  | C  | T  | C  | T  | C  | T  | C  | T  | C  |
| Risultato | N | P  | N  | N  | N | P  | V | N  | V | V  | V  | V  | N  | P  | N  | P  | P  | V  | N  | N  | P  | V  | N  | V  | N  | P  | V  | N  | P  | V  |
| Posizione | 7 | 11 | 10 | 12 | 9 | 12 | 9 | 10 | 8 | 7  | 5  | 6  | 6  | 6  | 5  | 6  | 9  | 6  | 7  | 7  | 9  | 7  | 8  | 7  | 7  | 7  | 7  | 7  | 7  | 7  |

Fonte:  OBOS-ligaen 2017, su altomfotball.no, Altomfotball.
Legenda:

Luogo: C = Casa; T = Trasferta. Risultato: V = Vittoria; N = Pareggio; P = Sconfitta.

### Statistiche dei giocatori
| Giocatore        | 1. divisjon | 1. divisjon | 1. divisjon | 1. divisjon | Norgesmesterskapet | Norgesmesterskapet | Norgesmesterskapet | Norgesmesterskapet | Coppe europee | Coppe europee | Coppe europee | Coppe europee | Altre coppe | Altre coppe | Altre coppe | Altre coppe | Totale   | Totale | Totale      | Totale     |
| Giocatore        | Presenze    | Reti        | Ammonizioni | Espulsioni  | Presenze           | Reti               | Ammonizioni        | Espulsioni         | Presenze      | Reti          | Ammonizioni   | Espulsioni    | Presenze    | Reti        | Ammonizioni | Espulsioni  | Presenze | Reti   | Ammonizioni | Espulsioni |
| ---------------- | ----------- | ----------- | ----------- | ----------- | ------------------ | ------------------ | ------------------ | ------------------ | ------------- | ------------- | ------------- | ------------- | ----------- | ----------- | ----------- | ----------- | -------- | ------ | ----------- | ---------- |
| P. Aamodt        | 15          | 0           | 0           | 0           | 3                  | 0                  | 1                  | 0                  |               |               |               |               |             |             |             |             | 18       | 0      | 1           | 0          |
| J. Aas           | 27          | 4           | 1           | 0           | 4                  | 2                  | 0                  | 0                  |               |               |               |               |             |             |             |             | 31       | 6      | 1           | 0          |
| M. Astvald       | 29          | 2           | 4           | 0           | 2                  | 0                  | 0                  | 0                  |               |               |               |               |             |             |             |             | 31       | 2      | 4           | 0          |
| J. Faye Lund     | 27          | -33         | 0           | 0           | 2                  | -5                 | 0                  | 0                  |               |               |               |               |             |             |             |             | 29       | -38    | 0           | 0          |
| A. Gundersen     | 1           | 0           | 0           | 0           | 0                  | 0                  | 0                  | 0                  |               |               |               |               |             |             |             |             | 1        | 0      | 0           | 0          |
| E. Hammer Berger | 28          | 0           | 3           | 0           | 3                  | 0                  | 1                  | 0                  |               |               |               |               |             |             |             |             | 31       | 0      | 4           | 0          |
| H. Konradsen     | 0           | 0           | 0           | 0           | 0                  | 0                  | 0                  | 0                  |               |               |               |               |             |             |             |             | 0        | 0      | 0           | 0          |
| J. Lein Valberg  | 0           | 0           | 0           | 0           | 0                  | 0                  | 0                  | 0                  |               |               |               |               |             |             |             |             | 0        | 0      | 0           | 0          |
| A. López         | 29          | 1           | 4           | 0           | 3                  | 1                  | 0                  | 0                  |               |               |               |               |             |             |             |             | 32       | 2      | 4           | 0          |
| A. Lykke Strand  | 16          | 1           | 2           | 0           | 3                  | 3                  | 1                  | 0                  |               |               |               |               |             |             |             |             | 19       | 4      | 3           | 0          |
| T. Nordberg      | 24          | 2           | 4           | 0           | 1                  | 0                  | 0                  | 0                  |               |               |               |               |             |             |             |             | 25       | 2      | 4           | 0          |
| K. Nyborg        | 19          | 4           | 4           | 0           | 3                  | 0                  | 0                  | 0                  |               |               |               |               |             |             |             |             | 22       | 4      | 4           | 0          |
| E. Ødegaard      | 0           | -0          | 0           | 0           | -                  | -                  | -                  | -                  |               |               |               |               |             |             |             |             | 0        | 0      | 0           | 0          |
| O. Ormset Husby  | 1           | 0           | 0           | 0           | 2                  | 0                  | 0                  | 0                  |               |               |               |               |             |             |             |             | 3        | 0      | 0           | 0          |
| J. Osvold        | 13          | 2           | 3           | 0           | -                  | -                  | -                  | -                  |               |               |               |               |             |             |             |             | 13       | 2      | 3           | 0          |
| P. Rønning       | 14          | 1           | 1           | 0           | 1                  | 0                  | 0                  | 0                  |               |               |               |               |             |             |             |             | 15       | 1      | 1           | 0          |
| O. Rygg          | 3           | -3          | 0           | 0           | 1                  | -0                 | 0                  | 0                  |               |               |               |               |             |             |             |             | 4        | -3     | 0           | 0          |
| L. Saxton        | 0           | -0          | 0           | 0           | 0                  | -0                 | 0                  | 0                  |               |               |               |               |             |             |             |             | 0        | 0      | 0           | 0          |
| B. Sørmo         | 27          | 0           | 6           | 0           | 1                  | 0                  | 0                  | 0                  |               |               |               |               |             |             |             |             | 28       | 0      | 6           | 0          |
| R. Stene         | 28          | 15          | 4           | 0           | 1                  | 1                  | 0                  | 0                  |               |               |               |               |             |             |             |             | 29       | 16     | 4           | 0          |
| H. Tadesse       | 24          | 2           | 5           | 0           | 2                  | 1                  | 0                  | 0                  |               |               |               |               |             |             |             |             | 26       | 3      | 5           | 0          |
| E. Tønne         | 29          | 3           | 4           | 0           | 3                  | 0                  | 0                  | 0                  |               |               |               |               |             |             |             |             | 32       | 3      | 4           | 0          |
| A. Udoh          | 11          | 1           | 6           | 0           | 3                  | 2                  | 0                  | 0                  |               |               |               |               |             |             |             |             | 14       | 3      | 6           | 0          |
| V. Voll          | 23          | 0           | 0           | 0           | 1                  | 0                  | 0                  | 0                  |               |               |               |               |             |             |             |             | 24       | 0      | 0           | 0          |
| A. Wrele         | 8           | 0           | 0           | 0           | 2                  | 0                  | 0                  | 0                  |               |               |               |               |             |             |             |             | 10       | 0      | 0           | 0          |
| J. Wrele         | 24          | 1           | 2           | 0           | 2                  | 0                  | 0                  | 0                  |               |               |               |               |             |             |             |             | 26       | 1      | 2           | 0          |